# Martelière

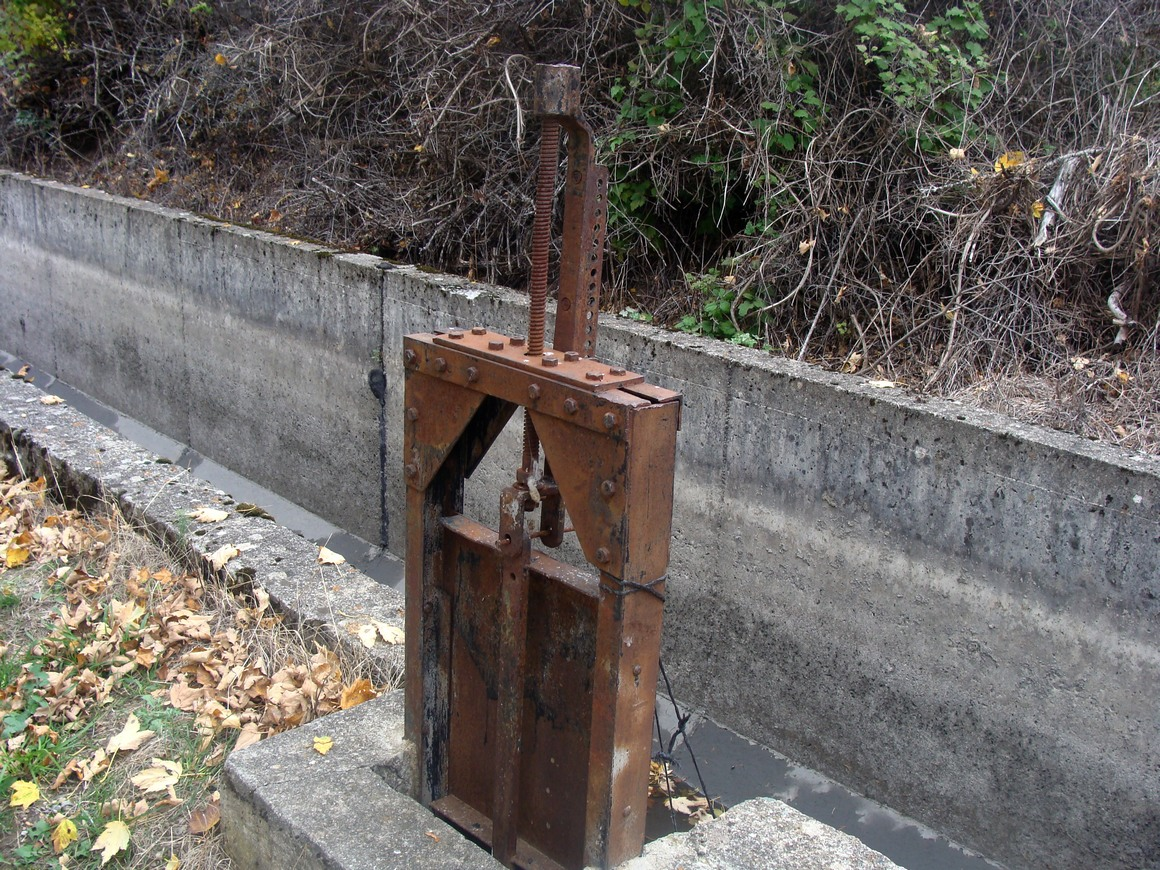
Martelière métallique sur le canal de Gap (Hautes-Alpes, France).

Une martelière est un ouvrage qui permet la distribution des eaux d'irrigation à partir d'un chenal d'amenée de cette eau.
Elle est munie d'un batardeau mobile (c'est-à-dire une vanne) constitué d'un panneau vertical en bois ou métal. Ce batardeau, en raison de sa dimension, peut être réglable en hauteur par une vis sans fin mue par une manivelle.
Selon le Grand Larousse encyclopédique en dix volumes : « la martelière est utilisée dans les marais salants pour gérer la circulation des eaux entre les bassins », cependant, son usage est bien plus général.
Dans sa forme la plus rustique, la martelière est munie d'un simple panneau glissant dans deux rainures verticales dans la pierre, et qui est retiré à la main à la demande, pendant le temps de l'irrigation.
Le Littré note que cet ouvrage (pertuis ou ouverture, par laquelle passe l'eau) est communément confondu avec la vanne elle-même qui le ferme, et précise que ce pertuis est généralement réalisé en pierre de taille.